# Алгабас (Казибек-бійський сільський округ)
Алгаба́с (каз. Алғабас) — село у складі Жетисайського району Туркестанської області Казахстану. Входить до складу Казибек-бійського сільського округу.
Населення — 997 осіб (2021; 4747 у 2009, 3168 у 1999, 2095 у 1989).